# Армину
Армѝну (на гръцки: Αρμίνου) е село в Кипър, окръг Пафос. Според статистическата служба на Република Кипър през 2001 г. селото има 26 жители.
Намира се на 5 км северно от Саламиу.